# James Lindsay Almond
James Lindsay Almond (Charlottesville, 15 giugno 1898 – Richmond, 15 aprile 1986) è stato un politico statunitense.

## Biografia
Fu il cinquantottesimo governatore della Virginia. Studiò alla Virginia Polytechnic Institute and State University. Sposò Josephine Katherine Minter nel 1925.
Alla sua morte il corpo venne sepolto all'Evergreen Burial Park a Roanoke (Virginia).
Massone, raggiunse il 32º grado del Rito scozzese antico ed accettato.